# Futebol no Algarve
O Algarve assistiu à construção de um dos estádios do Euro 2004 entre as vizinhas cidades de Faro e de Loulé. O Estádio Algarve tem capacidade para 30 305 espectadores. O Louletano DC e o SC Farense são as equipas que utilizam o estádio.
Aqui estão algumas das competições sediadas no Algarve:

### Euro 2004
| Data       | Equipa #1 | Resultado | Equipa #2 | Estágio          |
| ---------- | --------- | --------- | --------- | ---------------- |
| 12/06/2004 | Espanha   | 1-0       | Rússia    | Group A          |
| 20/06/2004 | Rússia    | 2-1       | Grécia    | Group A          |
| 26/06/2004 | Suécia    | 0-0 (4-5) | Holanda   | Quartos de final |

### Outros Internacionais
| Equipa #1 | Resultado | Equipa #2  | Competição                                      |
| --------- | --------- | ---------- | ----------------------------------------------- |
| Portugal  | 1-1       | Inglaterra | Amigável                                        |
| Portugal  | 6-0       | Luxemburgo | Copa do Mundo de 2006 - Eliminatórias da Europa |

### Final daTaça da Liga
O Estádio Algarve (estádio de 4 estrelas de acordo com a UEFA) foi escolhido para receber as duas primeiras finais da Taça da Liga. Em 2007/08 Vitória de Setúbal venceu após bater o Sporting CP nos penáltis. Em 2008/2009 o SL Benfica derrotou o Sporting CP novamente nos penáltis. Ambas as finais foram organizadas com sucesso.
Em 2016/17, com um novo formato, a Taça da Liga regressa ao Estádio Algarve para uma "final-four", com as equipas do Vitória FC, SC Braga, SL Benfica e Moreirense FC. Na final o Moreirense FC bateu o SC Braga por 1-0.

### Torneio do Guadiana
Em finais do ano de 2000, tem início o projeto:
Criar em Vila Real de Santo António, um grande torneio internacional de futebol, que pudesse vir a seguir a mesma linha de sucesso, de imagem e de dinâmica desportiva de torneios como o Carranza, que se realiza em Cadiz, Teresa Herrera, na Corunha e o Columbino, em Huelva.
Nos últimos onze anos, e como homenagem à sua cidade, Vila Real de Santo António, João Peres, projetou a realização de um grande Torneio Internacional de Futebol do Guadiana, que ligasse o futebol ao Rio Guadiana.
Nestes onze anos do Torneio Internacional de Futebol do Guadiana, tem  consagrado o vencedor com o Troféu cujo  desenho artístico  representa a ponte sobre o Rio que dá nome ao evento.
Alguns dos clubes que estiveram presentes neste torneio:
- Sporting • Benfica • Vitória de Setúbal • Farense• Vitória de Guimarães • Belenenses
- Real Betis • Sevilha FC • Paris Saint Germain • RCS Anderlecht • Aston Villa • Corunha

Vencedores:
• 2001 - Vitória de Guimarães
• 2002 - Benfica
• 2003 - Belenenses
• 2004 - Real Betis
• 2005 - Sporting
• 2006 - Sporting
• 2007 - Benfica
• 2008 - Sporting
• 2009 - Benfica
• 2010 - Benfica
• 2011 - Benfica
• 2012 - Newcastle United

## Equipas mais bem sucedidas
As três equipas dominantes do futebol algarvio são o SC Farense, o SC Olhanense e o Portimonense SC.

## Desempenho nacional

### Campeonato Português de Futebol
| Equipa          | Primeira Participação | Última Participação | N.º Participações | Melhor Classificação |
| --------------- | --------------------- | ------------------- | ----------------- | -------------------- |
| SC Farense      | 1970/1971             | 2024/2025           | 26                | 5º em 1994/1995      |
| Portimonense SC | 1976/1977             | 2023/2024           | 21                | 5º em 1984/1985      |
| SC Olhanense    | 1941/1942             | 2013/2014           | 20                | 4º em 1945/1946      |
| Lusitano VRSA   | 1947/1948             | 1949/1950           | 3                 | 12º em 1947/1948     |

### Taça de Portugal
As três equipas dominantes do futebol do Algarve estão regularmente presentes na Taça de Portugal desde a sua criação em 1921. Os melhores desempenhos foram alcançados em 1944/45 e em 1989/90, quando o SC Olhanense e o SC Farense foram finalistas da competição.

## Desempenho europeu

### Taça UEFA
O Algarve esteve representado duas vezes na Taça UEFA, na época 1985/86 pelo Portimonense SC e em 1995/96 pelo SC Farense. Ambas as equipas foram eliminadas na primeira ronda pelo Partizan Belgrade e pelo Olympique Lyonnais, respectivamente, mas a participação só por si significou imenso para equipas com orçamentos muito inferiores aos congéneres europeus.

## Lista de equipas
| Equipa                                    | Cidade                             | Fundação |
| ----------------------------------------- | ---------------------------------- | -------- |
| SC Farense                                | Faro                               | 1910     |
| SC Olhanense                              | Olhão                              | 1912     |
| CF Esperança de Lagos                     | Lagos                              | 1912     |
| Portimonense SC                           | Portimão                           | 1914     |
| Lusitano Futebol Clube                    | Vila Real de Santo António         | 1916     |
| Sport Faro e Benfica                      | Faro                               | 1917     |
| Silves Futebol Clube                      | Silves                             | 1919     |
| Imortal Desportivo Clube                  | Albufeira                          | 1920     |
| Louletano Desportos Clube                 | Loulé                              | 1923     |
| CF Os Armacenenses                        | Armação de Pera                    | 1935     |
| União Desportiva e Recreativa Sambrasense | São Brás de Alportel, Faro         | 1970     |
| Grupo Desportivo de Lagoa                 | Lagoa                              | 1971     |
| União Desportiva Messinense               | São Bartolomeu de Messines, Silves | 1975     |
| Guia Futebol Clube                        | Guia, Albufeira                    | 1982     |
| Futebol Clube Ferreiras                   | Ferreiras, Albufeira               | 1983     |